# Pa de Sant Jordi
El pa de Sant Jordi és un pa de festes molt típic a Barcelona que té forma de pa de pagès i la particularitat d'estar enriquit, a bandes alternades, amb formatge (que sol ser formatge de Maó) i amb sobrassada, de manera que en tallar les llesques, aquestes queden amb el dibuix de les quatres barres catalanes. Alguns dies tradicionals en què es menja i se sol trobar a totes les fleques són el dia de Sant Jordi, la Diada de Catalunya i la Festa Major de Barcelona. Va ser inventat pel forner barceloní Eduard Crespo i difós pel Gremi de Flequers de Barcelona a la dècada de 1980. A la mateixa època es va voler també instaurar el pastís de Sant Jordi, un pa de pessic tallat diverses vegades i farcit amb crema de mantega, de manera que semblessin pàgines d'un llibre, que va tenir un èxit menor.